# Socialist Workers Party
De Socialist Workers Party (Socialistische Arbeiderspartij) is de Trotskistische Britse zusterorganisatie van de Internationale Socialisten. Het is een revolutionair socialistische partij in het Verenigd Koninkrijk. De partij heeft een geschiedenis die teruggaat tot 1950 en bestaat in haar huidige vorm sinds 1977.
De SWP doet zelf niet mee aan verkiezingen maar is lid van de coalitie Respect, een verbinding van diverse linkse groepen, die aan de parlementaire verkiezingen van 2005 meedeed en één zetel won.
Buiten het parlement voert de SWP actie door middel van een aantal coalities, die elk op een eigen actie terrein actief zijn. De bekendste van deze organisaties zijn de Anti-Nazi League, een antiracismegroep die in de jaren zeventig actief was en de Stop the War Coalition, een coalitie die was opgericht in 2001 als protestorganisatie tegen de oorlog in Afghanistan en later de oorlog in Irak.